# Односи Србије и Сан Марина
Односи Србије и Сан Марина су инострани односи Републике Србије и Најузвишеније Републике Сан Марина.

## Билатерални односи
Дипломатски односи са Сан Марином су успостављени 14. фебруара 2002. године.
Амбасада Републике Србије у Риму (Италија) радно покрива Сан Марино.
Сан Марино је гласао за пријем Косова у УНЕСКО приликом гласања 2015.

### Политички односи
- Бивши Министар иностраних послова Сан Марина Фабио Берарди посетио је Београд 2005. када је и отворена Амбасада Сан Марина у Београду.[1]

### Економски односи
- У 2020. години укупна робна размена била је 359 хиљада долара. Од тога извоз Србије вредео је свега 16 хиљада, док је увоз био 342 хиљаде УСД.
- У 2019. вредност укупне робне размене износила је 664 хиљаде УСД. Извоз из наше земље био је 123 хиљаде, а увоз 541 хиљаду долара.
- У 2018. години размена роба збирно је вредела 742 хиљаде долара. Извоз из РС достигао је 305 хиљаде долара, а увоз био 436 хиљада УСД.[4][5]

Могућност за унапређење сарадње између две земаље постоји пре свега у области туризма, пољопривреде, машинске и текстилне индустрије, као и улагања у слободне зоне.

### Некадашњи дипломатски представници

#### У Београду
- Шјпиано Канева, отправник послова
- Убалдо Лјволси, амбасадор